# Krzewiny
Krzewiny este o arie protejată (sit de importanță comunitară — SCI) din Polonia întinsă pe o suprafață de 594,61 ha, integral pe uscat.

## Localizare
Centrul sitului Krzewiny este situat la coordonatele 53°40′01″N 18°33′26″E / 53.667°N 18.5571°E.

## Înființare
Situl Krzewiny a fost declarat sit de importanță comunitară în august 2007 pentru a proteja 1 specie de plante și 2 specii de animale.

## Biodiversitate
Situată în ecoregiunea continentală, aria protejată conține 5 habitate naturale: Ape puternic oligomezotrofe cu vegetație bentonică cu Chara spp., Lacuri și iazuri distrofice naturale, Pajiști cu Molinia pe soluri calcaroase, turboase sau argilos-nămoloase (Molinion caeruleae), Mlaștini turboase de tranziție și turbării mișcătoare, Mlaștini împădurite.
La baza desemnării sitului se află mai multe specii protejate:
- plante (1): moșișoare (Liparis loeselii)
- mamifere (2): castor (Castor fiber), vidră de râu (Lutra lutra)